# Vela nos Jogos Pan-Americanos de 2003
As competições de vela nos Jogos Pan-Americanos de 2003 foram realizadas em Santo Domingo, República Dominicana.

## Eventos masculinos
| Evento           | Ouro               | Prata               | Bronze                  |
| ---------------- | ------------------ | ------------------- | ----------------------- |
| Mistral detalhes | BRA Ricardo Santos | ARG Marcos Galván   | CAN Kevin Stittle       |
| Laser detalhes   | BRA Robert Scheidt | CAN Bernard Luttmer | ARG Diego Emilio Romero |

## Eventos femininos
| Evento                | Ouro                   | Prata                | Bronze                |
| --------------------- | ---------------------- | -------------------- | --------------------- |
| Mistral detalhes      | USA Lanee Butler       | CAN Dominique Vallée | ARG Catalina Walther  |
| Laser Radial detalhes | MEX Tanía Elias Calles | CAN Kemia Rasa       | ARG Florencia Cerutti |

## Eventos abertos
| Evento                | Ouro                                            | Prata                                     | Bronze                                       |
| --------------------- | ----------------------------------------------- | ----------------------------------------- | -------------------------------------------- |
| Sunfish detalhes      | VEN Eduardo Cordero                             | BER Malcolm Smith                         | DOM Raúl Aguayo                              |
| Snipe detalhes        | BRA Brasil Bruno Amorim Dante Bianchi           | CUB Cuba Nélido Manso Octavio Lorenzo     | URU Uruguai Santiago Silveira Nicolas Shaban |
| Hobie Cat 16 detalhes | PUR Porto Rico Enrique Figueroa Carla Malatrasi | MEX México Armando Noriega Pamela Noriega | GUA Guatemala Juan Maegli Andrés López       |
| J24 detalhes          | USA Estados Unidos                              | BRA Brasil                                | CHI Chile                                    |